# Františka Plamínková

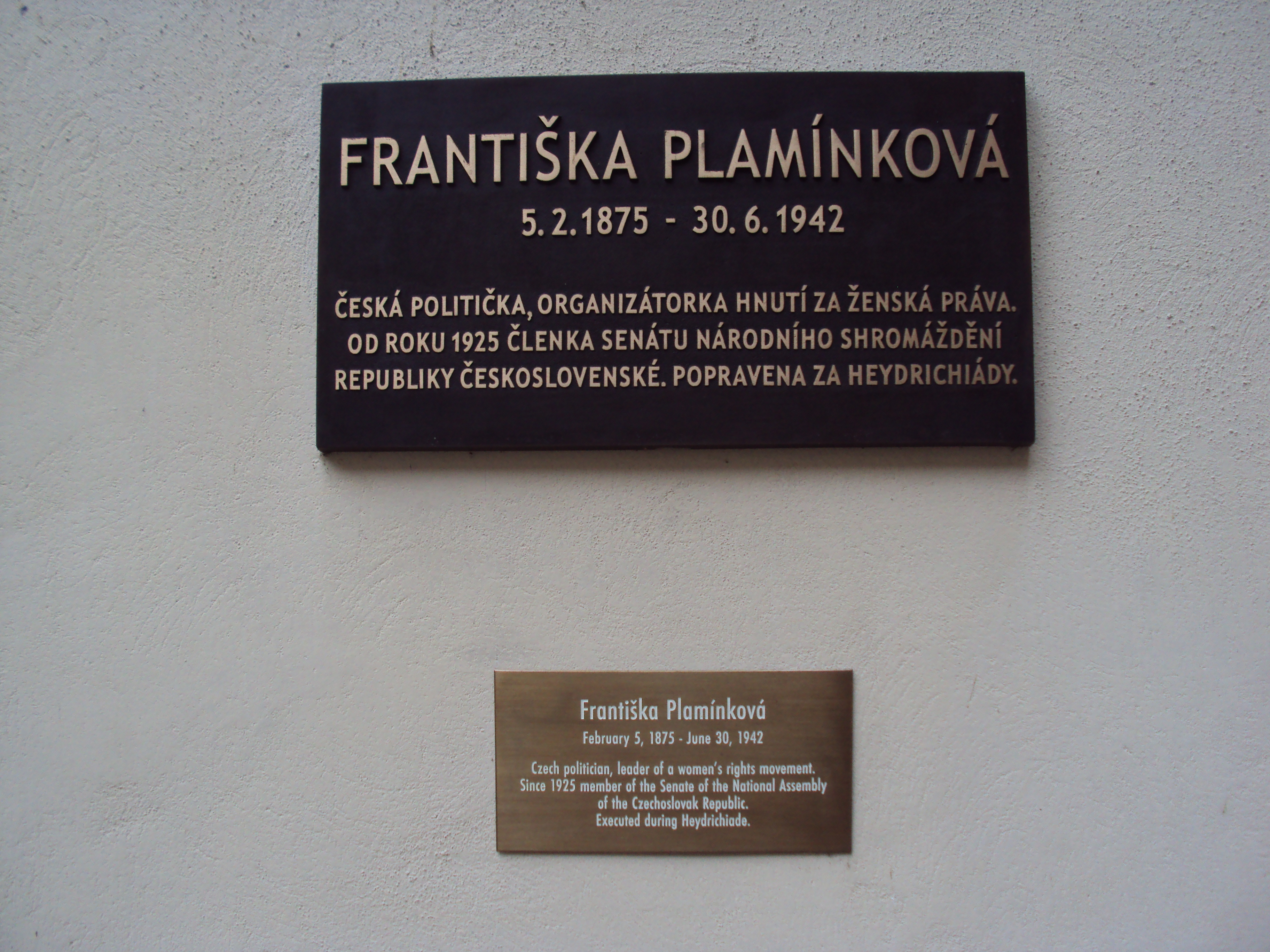
Plaque commémorative à Prague.

Františka Plamínková, née le 5 février 1875 à Prague (en Autriche-Hongrie) et morte le 30 juin 1942 au champ de tir de Kobylisy, dans la même ville (dans le Troisième Reich), est une féministe et femme politique tchécoslovaque.
Initialement professeur, elle s'est impliquée dans le mouvement féministe parce que les enseignants avaient l'interdiction de se marier. Elle est ensuite devenue journaliste, rédigeant des articles sur l'inégalité entre les hommes et les femmes. Élue au conseil municipal de Prague et à l'Assemblée nationale, elle a été présidente du Sénat au moment où la Tchécoslovaquie a quitté l'Empire austro-hongrois. Elle a été vice-présidente du Conseil international des femmes, ainsi que l'Alliance internationale pour le suffrage des femmes et a participé à de nombreux congrès féministes internationaux. Elle est arrêtée par la Gestapo en 1942 et exécutée.

## Biographie
Františka Faustina Plamínková est la fille de Františka (née Krubnerová) et de František Plamínek. Elle est la plus jeune des trois filles du couple. La famille est d'origine juive,. Son père est cordonnier. Elle étudie à l'Institut d'État des enseignants de Prague.

### Enseignement et militantisme féministe
Elle commence à enseigner en 1894 à l'école élémentaire de Tábor puis les six derniers mois de cette année-là à Soběslav. De retour à Prague en 1895, elle complète son cursus en 1900 et obtient un diplôme pour enseigner le dessin, les mathématiques, la physique et l'écriture. Elle rejoint l'Association des enseignants tchèques se prononce contre la loi austro-hongroise qui interdisait le mariage des enseignants et exigeait qu'ils restent célibataires.
En 1901, elle fonde le Club des femmes à Prague et quatre ans plus tard le Comité pour le suffrage des femmes. Elle devient une militante importante du mouvement féministe, travaillant à sensibiliser le public à la nécessité du droit de vote féminin. Elle soutient également le suffrage universel, qui n'est pas encore légal en Autriche-Hongrie. En 1907, le gouvernement autrichien accorde le droit de vote aux hommes aux élections impériales, mais les femmes en sont privées. Cependant, Františka Plamínková se rend compte que la loi provinciale en Bohème n'interdisait pas réellement aux femmes d'exercer ce droit et convainc plusieurs partis politiques de présenter des femmes candidates. Bien qu'aucune ne l'emporte, cette action se répète lors d'élections ultérieures et sert de symbole au nationalisme tchèque. En 1912, la première femme, Božena Viková-Kunětická, est élue députée et, bien que le résultat soit invalidé, l'élection vaut aux féministes tchèques une reconnaissance internationale. À la même époque même temps, Františka Plamínková parcourt toute l'Europe et officie comme journaliste correspondante durant la première guerre balkanique.

### Femme politique de la Première République tchécoslovaque
Les tentatives de l'Autriche-Hongrie de lutter contre le nationalisme tchèque pendant la Première Guerre mondiale a le résultat inverse, car elles forcent les exilés à demander de l'aide aux Alliés occidentaux pour pousser à la création d'une Tchécoslovaquie indépendante. La « Déclaration de Washington » établissant la Première République tchécoslovaque abolit la noblesse, redistribue les terres des nobles et prévoit la séparation de l'Église et de l'État. Elle élimine également les distinctions de classe, de genre et de religion, donnant aux femmes l'égalité politique, sociale et culturelle avec les hommes. Alors que les Alliés occidentaux ont fait de la « Déclaration de Washington » une condition à la déclaration de paix, les femmes obtiennent le droit de vote en 1918.
Les changements sont immédiats. La loi exigeant que les enseignants restent célibataires est abolie en 1919. Membre du Parti national social tchèque, Františka Plamínková se présente aux premières élections locales de 1919. Élue pour siéger au conseil municipal de Prague, elle démissionne de son poste d'enseignante. Elle est également nommée déléguée tchécoslovaque pour l'Assemblée générale de la Société des Nations à Genève. Lors de la huitième conférence de l'Alliance internationale des femmes (en) de juin 1920 à Genève, elle signale que lors des premières élections législatives de 1920, 54 % des électeurs étaient des femmes, contre 46 % d'hommes ; 12 % des élus locaux sont des femmes ; 13 des 302 membres de la Chambre des députés sont des femmes ; 3 des 150 sénateurs sont des femmes.
En 1923, elle se rend compte que les législateurs ne se mobilisent pas pour corriger le code civil afin de poursuivre les réformes en faveur de l'égalité entre hommes et femmes. Elle fonde alors le Conseil national des femmes tchécoslovaques (en) (ŽNR), qui s'aligne sur l'Alliance internationale pour le suffrage des femmes (IWSA) et le Conseil international des femmes (ICW), devenant rapidement un mouvement influent. Le ŽNR s'est d'abord concentré sur la modification de la loi concernant la famille et le mariage, dans l'espoir de permettre légalement une égalité en ce qui concerne les unions maritales et les divorces. L'un des principaux objectifs de Františka Plamínková est de transformer le congé de maternité payé existant en un droit effectif, car plutôt que d'être payées pendant trois mois, certaines femmes étaient menacées de licenciement. Un autre débat concerne la modification du code désignant l'homme en tant que chef de famille, mettant les femmes dans la même situation juridique que les enfants et ne leur donnant aucune parole dans leur vie économique ou au sujet des tutelles. Pour défendre ses idées, elle publie dans Orbis, une maison d'édition fondée en 1923.

### Sénatrice

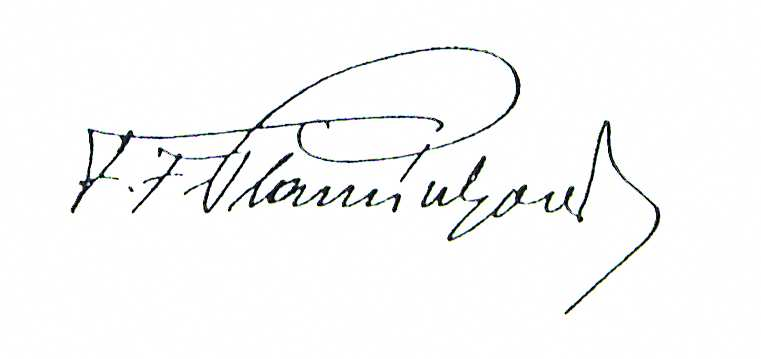
Signature en 1929.

En 1925, elle est élue vice-présidente de l'ICW. La même année, elle se présente aux élections nationales et devient sénatrice, poste qu'elle occupe jusqu'en 1939. En 1930, elle devient également vice-présidente de l'IWSA et est réélue au Sénat.
Alors que la Grande Dépression cause des secousses économiques mondiales, le gouvernement tchèque présente des propositions d'austérité que Františka Plamínková voit comme une menace pour l'égalité entre les hommes et les femmes. Non seulement les ouvrières craignaient d'être licenciées, mais les couples, qu'ils soient mariés ou concubins, étaient en conséquence menacés de la suppression d'un de leurs salaires, tout comme les personnes célibataires vivant avec leurs parents. Ces propositions s'appliquent à tous les emplois, tant publics que privés, et conduisent aux réductions des avantages des couples. Františka Plamínková et le ŽNR protestent face aux ministres du gouvernement en 1933 en espérant stopper cette nouvelle législation. La loi est finalement adoptée, justifiée selon ses promoteurs par la nécessité que, dans les moments difficiles, il était impossible de soutenir les familles ayant deux emplois lorsque tellement de gens étaient au chômage.
Bien que présidente du Sénat en 1936, Františka Plamínková ne parvient pas à repousser les modifications apportées au code de la famille. En 1937, elle critique son propre parti et les parlementaires, leur reprochant de ne pas considérer les femmes comme des citoyennes mais les traitant comme des filles, des mères et des épouses. La même année, les nouvelles parvenues du sort des femmes sous le régime nazi la convainquent que l'égalité dans la vie publique en Allemagne est impossible. Alors que son parti avait pris le nouveau nom « Parti national-socialiste tchécoslovaque » en 1926, il n'a jamais eu aucun lien avec les national-socialistes allemands. Le parti ne cherchait pas à instaurer le socialisme, mais plutôt un juste système d'égalité socio-économique et politique. Il est aussi l'un des principaux opposants au Parti communiste tchécoslovaque. À cause de ses critiques contre le gouvernement, Františka Plamínková est l'objet d'une surveillance, et, en 1938, d'une tentative menée par Růžena Bednáříková-Turnwaldová pour lui retirer son poste à la direction de ŽNR ; cette initiative échoue. Cette dernière était une femme de lettres et la directrice générale du Conseil national tchèque (en tchèque : Národní rada česká, NRČ), une organisation créée pour promouvoir les intérêts culturels des minorités auprès des différents partis politiques.

### Troisième Reich, déportation et mort

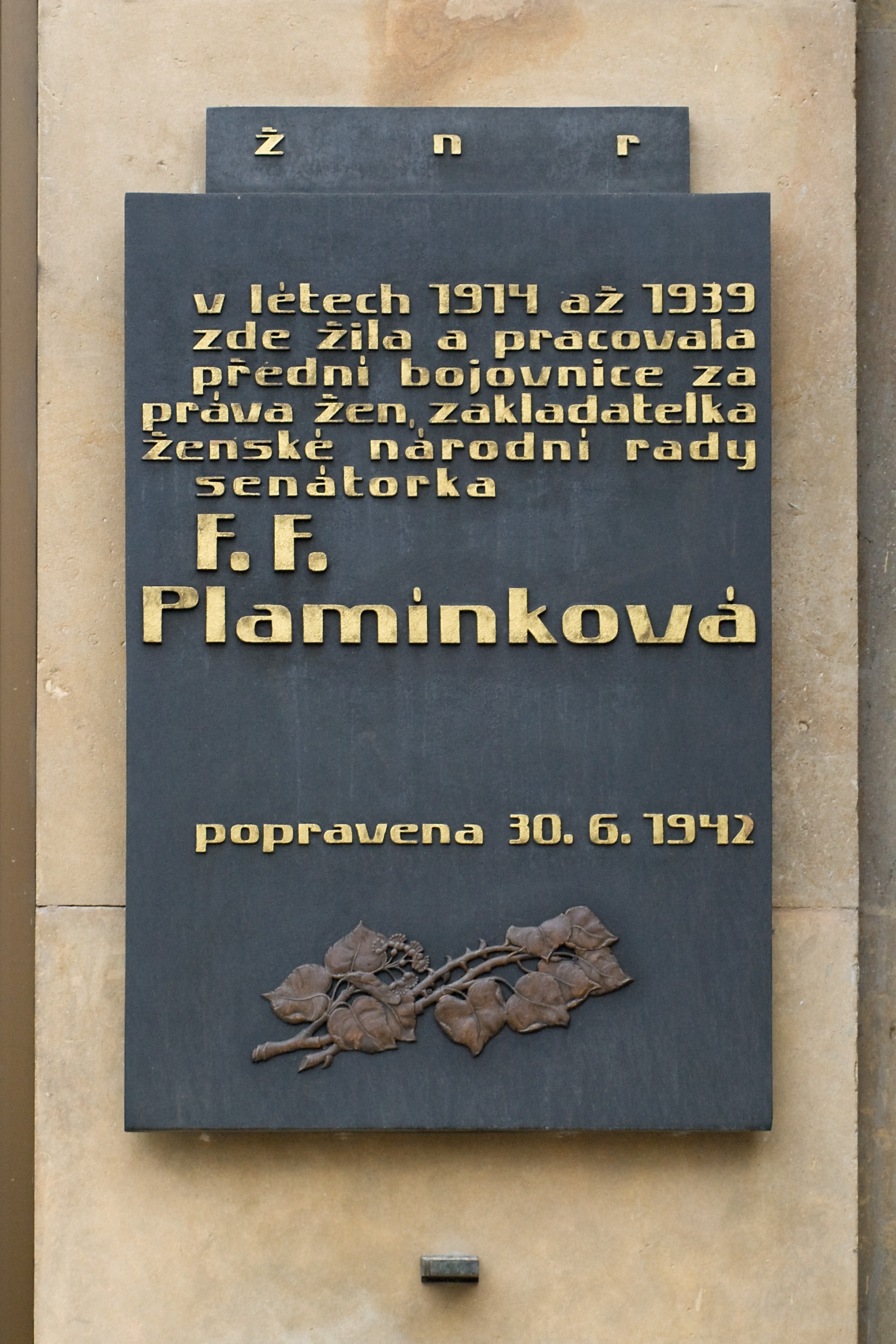
Plaque sur la façade de sa maison, à Prague, où elle vit et elle travaille de 1914 à 1939.

Entre 1938 et 1939, les troupes d'Adolf Hitler occupent la plupart de la Tchécoslovaquie et les accords de Munich sont signés. Františka Plamínková écrit une lettre ouverte au Führer, critiquant son régime et son absence de libertés,. Alors qu'elle participe au treizième congrès de l'IWSA à Copenhague en 1939, des amies exhortent à rester à l'étranger, craignant pour sa sécurité. Elle refuse, croyant qu'elle pourrait mieux travailler pour les Tchèques en demeurant dans sa patrie. Elle est arrêtée par la Gestapo en 1939 et plus tard libérée, tout en restant surveillée.
Alors que tous les partis politiques opposés aux nazis sont officiellement interdits, le Partenariat national, en tant que seul parti autorisé, tente de convaincre Františka Plamínková et le ŽNR de soutenir leurs projets, mais elle refuse, préférant travailler de son côté discrètement à rétablir la liberté sans s'aligner sur aucune formation politique. Voyant dans son silence une opposition voilée au nouveau régime, Karel Werner, journaliste et sympathisant allemand, écrit un article dans Poledn List (« Les nouvelles de midi ») attaquant Františka Plamínková et le ŽNR. Elle devient furieuse, convaincue que ce papier aboutirait à la disparition de l'organisation féminine. Elle programme une série de conférences dans l'espoir de promouvoir le nationalisme tchèque qui a promu des femmes de lettres, la langue et la culture tchèques. La dernière, prévue sur la religion, n'a pas lieu.
Elle est ré-arrêtée en 1942 après l'assassinat de Reinhard Heydrich et emmenée au camp de concentration de Theresienstadt. Certains rapports indiquent qu'elle a été pendue par les nazis mais les archives du champ de tir de Kobylisy confirment qu'elle a été abattue le 30 juin 1942.

## Hommages
En 1936, la compositrice tchèque Julie Reisserová lui dédie Slavnostní den (en français : « Jour festif »), une chorale féminine.
À titre posthume, elle est honorée par un hommage au premier congrès de l'après-guerre de l'IWSA, en 1946. En 1950, elle est décorée à titre posthume de l'Étoile d'or, le rang le plus élevé de l'ordre de la Liberté de l'armée tchécoslovaque. L'ordre de Tomáš Garrigue Masaryk (en), créé en 1990 pour rendre hommage aux Tchèques qui ont contribué de manière significative aux droits de l'homme, lui a été décerné en 1992.
En février 2016, Google commémore le 141e anniversaire de sa naissance avec un « Doodle ».